# Amar Mahal

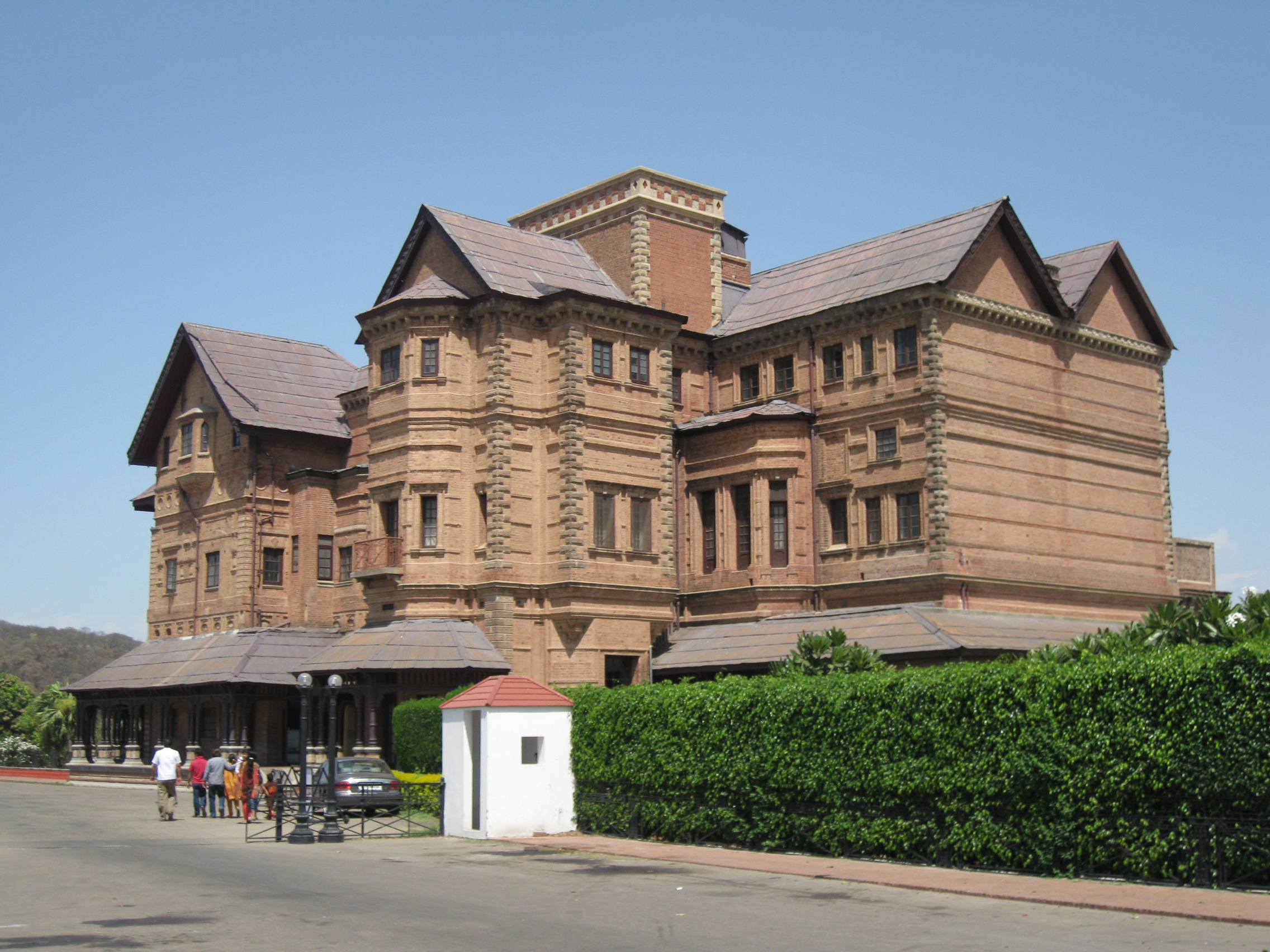
Das Amar Mahal Museum

Der Amar Mahal ist ein Palast in Jammu, im indischen Unionsterritorium Jammu und Kashmir, der inzwischen als Museum dient. Er wurde im 19. Jahrhundert für Raja Amar Singh von einem französischen Architekten nach dem Modell eines französischen Chateaus gebaut. Der Palast wurde dem gemeinnützigen Hari-Tara Trust von Karan Singh als Museum geschenkt. Zu den zahlreichen Ausstellungsstücken des Museums gehören ein 120 kg schwerer Thron, Gemälde und eine Bibliothek mit 25.000 Büchern.
Der Palast war die letzte offizielle Residenz der Dogra-Dynastie. Eine große Anzahl von Porträts der Herrscher dieser Dynastie befindet sich im Museum.

## Lage
Der Amar Mahal liegt am rechten Ufer des Tawi, an einem Bogen des Flusses in Jammu. In unmittelbarer Nachbarschaft liegt der Hari Niwas Palace, der in ein Hotel umgewandelt wurde.

## Geschichte
Der Amar Mahal wurde 1862 von einem französischen Architekten geplant, aber erst in den 1890er Jahren gebaut. Die Maharani Tara Devi, Ehefrau des Maharaja Hari Singh, lebte in dem Palast bis zu ihrem Tode 1967. Danach wandelten ihr Sohn Karan Singh und seine Frau Yasho Rajya Lakshmi den Palast in ein Museum um.
Das Museum wurde von Indira Gandhi am 13.  April 1975 eingeweiht. Im Museum finden geführte Touren, Buchlesungen, Vorträge und Filmvorführungen statt. Veranstaltungen zum gelehrten Austausch und Ausstellungen werden ebenfalls regelmäßig angeboten. Viele Gemäldeminiaturen im Museum entstanden in der zweiten Hälfte des 18. Jahrhunderts in Jammu und Himachal Pradesh durch die Maler der Kangra-Schule. Sie sollen den Besucher, so Karan Singh, in ihre eigene Welt entführen.

## Architektur
Der Palast wurde aus rotem Sandstein mit roten Ziegeln auf einem Hügel oberhalb des Tawi errichtet. Gebaut im Stil einer europäischen Burg besitzt der Palast geschwungene Dächer mit Zinnen und Türmen. Während des Baus war es das höchste Gebäude in Jammu. Das Gebäude hat überdachte Umgänge an drei Seiten. Die Umgänge werden von Säulen und einem Holzfachwerk getragen. Das erste Stockwerk des Gebäudes hat bodenlange Fenster mit einem umlaufenden Balkon. Das oberste Geschoss hat Erkerfenster. Die Fenster haben auch Vorsprünge im klassischen griechischen Stil über Ziersäulen.

## Ausstellung
Nur vier Räume des Palastes sind geöffnet. Sie zeigen Bilder aus dem Mahabharata und Andenken an die fürstliche Familie. Ein goldenes Sofa, Thron der Dogra Herrscher, das 120 kg wiegt und aus reinem Gold ist, wird in einem sechseckigen Raum ausgestellt und kann durch eine Glasscheibe besichtigt werden. Kunstwerke von indischen Künstlern wie M.F. Hussain, J.Swaminathan, G. R. Santosh, Bikash Battacharjee, Ram Kumar, Laxman Pai sind ebenfalls im Museum zu sehen. Es werden 47 Bilder zu dem Hindu-Epos Nala und Damayanti gezeigt. Moderne Gemälde der zehn Avatara des Hindugottes Vishnu sind in einem besonderen Raum des Museums ausgestellt. Porträts der Familien der Dogra-Herrscher von Jammu und Kashmir werden in der Eingangshalle gezeigt. Im ersten und zweiten Stock befindet sich die Bibliothek, mit einer Sammlung seltener alter Büchern zu Religion, Philosophie, Politikwissenschaft und Unterhaltungsliteratur.
Ein Zimmer im Museum war früher ein Zimmer der Maharani Tara Devi und ist im Originalzustand erhalten geblieben. Es werden eine silberne Bettdecke, Möbel und Fotos gezeigt. Außerdem werden eine indische Krone, die ihr 1945 übergeben wurde, und Kleidungsstücke sowie das viktorianische Badezimmer gezeigt.